# Дацюк Владислав Володимирович
Владислав Володимирович Дацюк (нар. 1 січня 1937, с. Добрин, Ізяславський район, Хмельницька область, Українська РСР, СРСР) — український правник, державний радник юстиції України. 2-й Генеральний прокурор України (1993–1995). Заслужений юрист України (2005).

## Життєпис
Закінчив 1962 Харківський юридичний інститут. 
Працював в органах прокуратури Закарпатської і Хмельницької областей: слідчий, помічник прокурора, прокурор району і міста. 
Прокурор Хмельницької (1980–1987), Чернігівської (1987–1988) та Одеської (1988–1992) областей. 
1992 призначений заступником Генерального прокурора України. 
У 1993–1995 — Генеральний прокурор України. 
Протягом 1995–1996 — заступник голови Координаційного комітету по боротьбі з корупцією та організованою злочинністю. 
1996–1998 — заступник Південноукраїнського транспортного прокурора.